# 発光体 (曲)
「発光体」（はっこうたい）は、日本のバンドゆらゆら帝国の1枚目のシングルである。1998年7月8日発売。発売元はユニバーサルミュージック。

## 概要
- メジャーデビューシングル。

## 収録曲
1. 発光体(3:10)
作詞：坂本慎太郎、作曲・編曲：ゆらゆら帝国
2. いたずら小僧(4:33)
作詞：坂本慎太郎、作曲・編曲：ゆらゆら帝国
3. 彼女のサソリ(3:43)
作詞：坂本慎太郎、作曲・編曲：ゆらゆら帝国

## 収録アルバム

### 発光体
- オリジナル『3×3×3』（1998年4月15日）
- ベスト『1998-2004』（2004年9月16日）
- オムニバス『Rock is LOST ～SHINJUKU LOFT 30th ANNIVERSARY～ Blue Disc「日本語ロックの浸透と新しい波」』（2006年6月14日）

### 彼女のサソリ
- オムニバス『RICETONE CIRCLE VOL.1』（1996年10月19日）